# 500 miles d'Indianapolis 1911
La première édition des 500 miles d'Indianapolis, courus sur l'Indianapolis Motor Speedway et organisée le 30 mai 1911, a été remportée par le pilote américain Ray Harroun sur une Marmon.

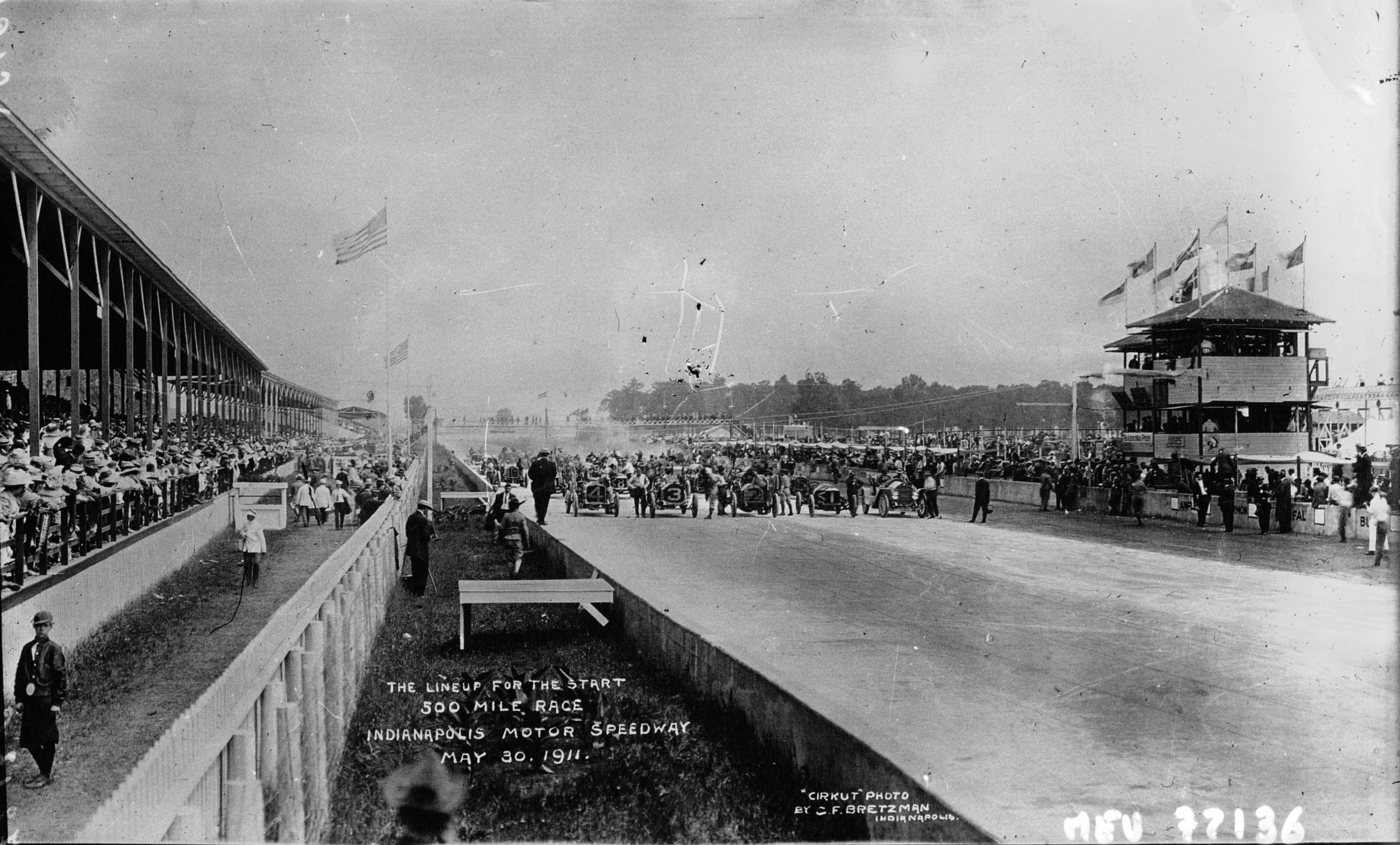
Le départ de la première édition.

## Grille de départ
| Ligne | Intérieur            | Intérieur centre | Centre        | Extérieur centre | Extérieur        |
| 1     | Pace Car             | Lewis Strang     | Ralph DePalma | Harry Endicott   | Johnny Aitken    |
| 2     | Louis Disbrow        | Frank Fox        | Harry Knight  | Joe Jagersberger | Will Jones       |
| 3     | Gil Anderson         | Spencer Wishart  | W. H. Turner  | Fred Belcher     | Arthur Chevrolet |
| 4     | Charles Basle        | Eddie Hearne     | Harry Grant   | Charlie Merz     | Howdy Wilcox     |
| 5     | Mel Marquette        | Fred Ellis       | Harry Cobe    | Jack Tower       | Ernest Delaney   |
| 6     | David L. Bruce-Brown | Lee Frayer       | Joe Dawson    | Ray Harroun      | Ralph Mulford    |
| 7     | Teddy Tetzlaff       | Herbert Lytle    | Hughie Hughes | Charles Bigelow  | Ralph Beardsley  |
| 8     | Caleb Bragg          | Howard Hall      | Bill Endicott | Arthur Greiner   | Bob Burman       |
| 9     | Billy Knipper        |                  |               |                  |                  |

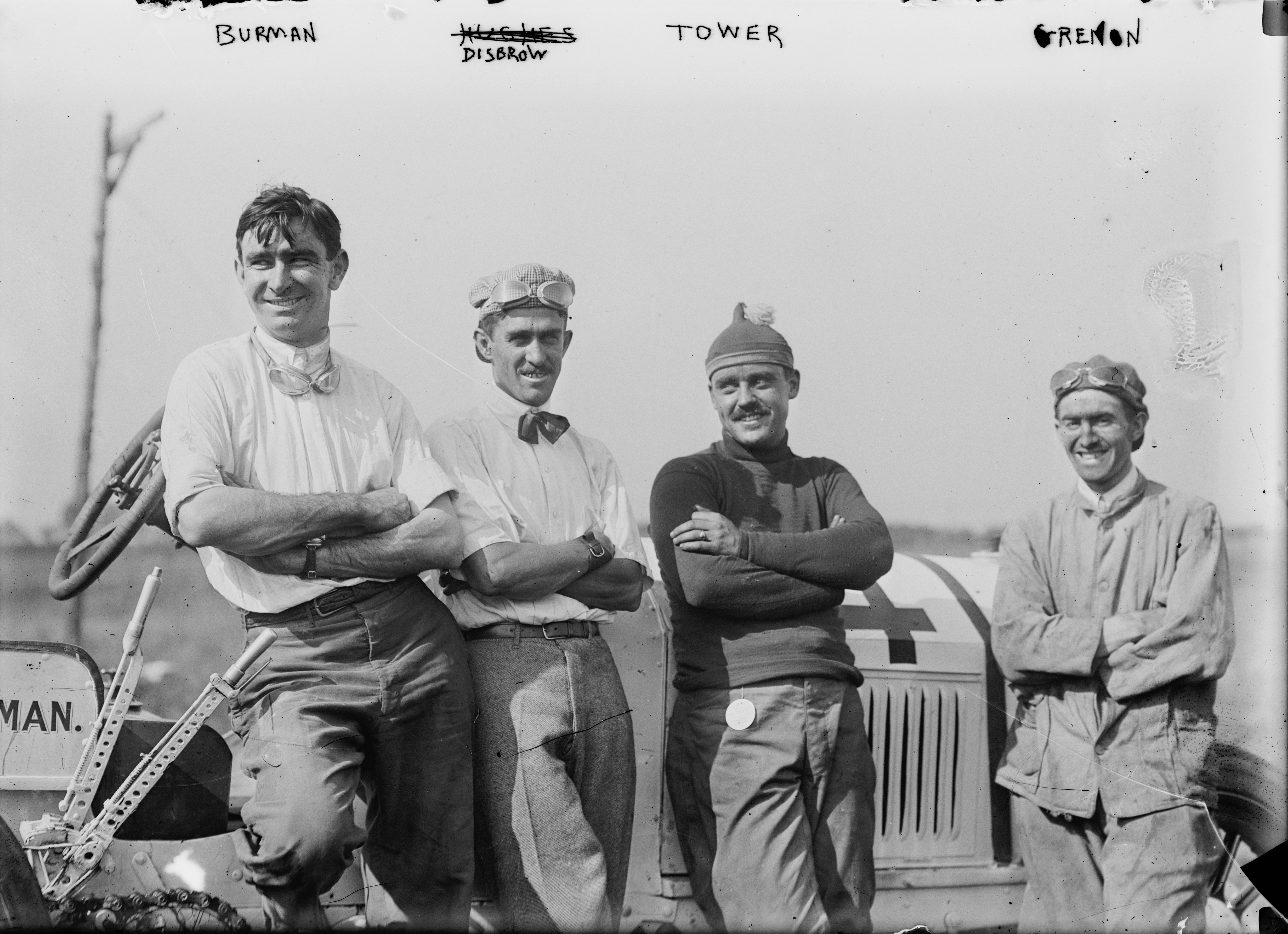
Bob Burman, Louis Disbrow, Jack Tower et Joe Grennon, à l'Indy 500 de 1911.

Grille de départ établie en fonction de l'ordre d'arrivée des inscriptions.

## Classement final

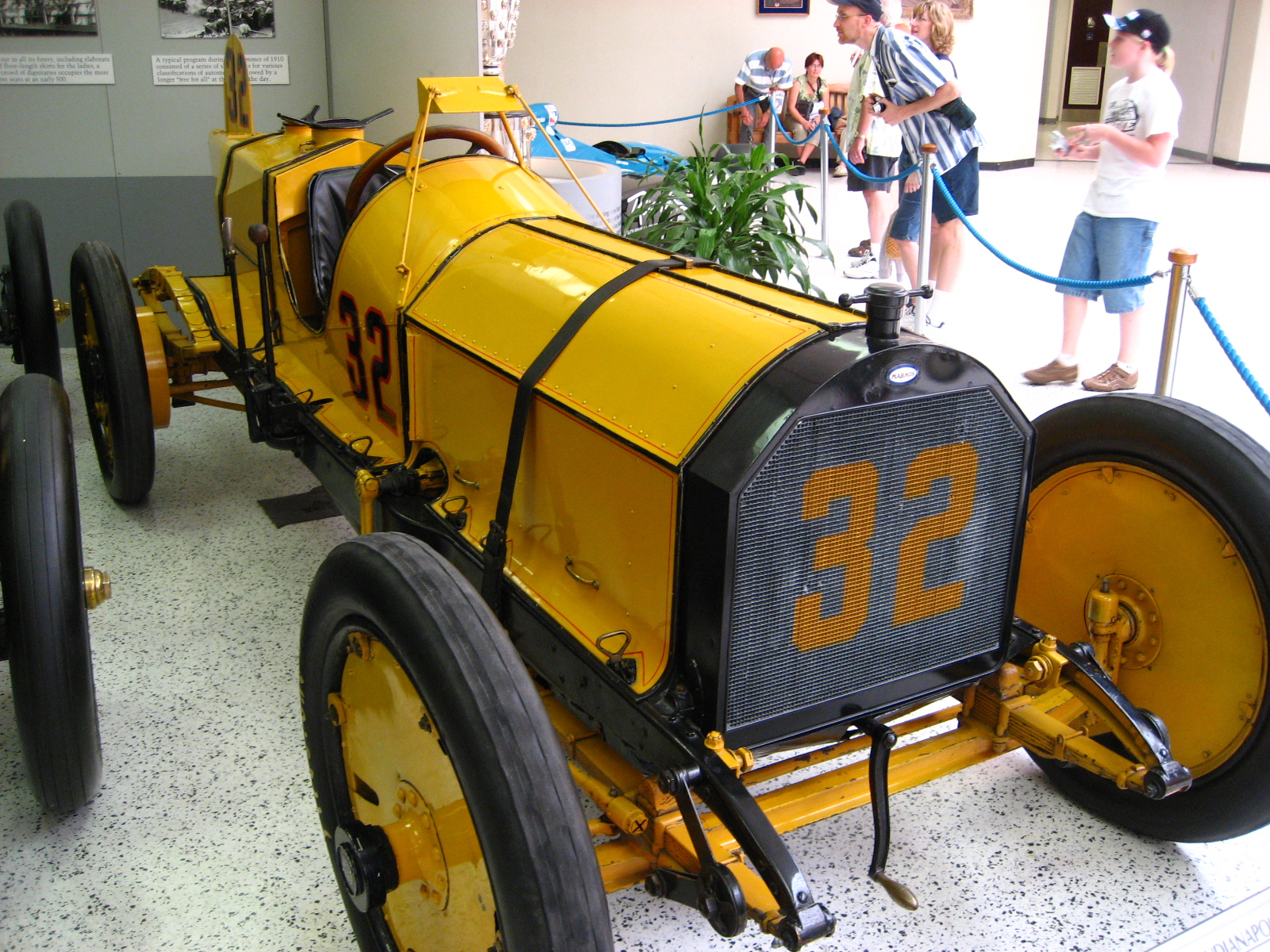
La Marmon « Wasp » (« Guêpe ») de Ray Harroun, au musée de l'Indianapolis Motor Speedway.

| no | Pilote                                    | Voiture            | Tours | Temps/Abandon     |
| 1  | Ray Harroun Cyrus Patschke                | Marmon             | 200   | 6 h 42 min 08 s   |
| 2  | Ralph Mulford                             | Lozier             | 200   | + 1 min 43 s      |
| 3  | David L. Bruce-Brown                      | Fiat               | 200   | + 10 min 21 s     |
| 4  | Spencer Wishart Dave Murphy               | Mercedes           | 200   | + 10 min 49 s     |
| 5  | Joe Dawson Cyrus Patschke                 | Marmon             | 200   | + 12 min 26 s     |
| 6  | Ralph DePalma                             | Simplex            | 200   | + 19 min 54 s     |
| 7  | Charlie Merz Len Zengel                   | National           | 200   | + 24 min 12 s     |
| 8  | W. H. Turner Walter Jones                 | Amplex             | 200   | + 33 min 48 s     |
| 9  | Fred Belcher John Coffey                  | Knox               | 200   | + 35 min 01 s     |
| 10 | Harry Cobe Louis Schwitzer                | Jackson            | 200   | + 39 min 42 s     |
| 11 | Gil Anderson                              | Stutz              | 200   | + 40 min 47 s     |
| 12 | Hughie Hughes                             | Mercer             | 200   | + 41 min 24 s     |
| 13 | Lee Frayer Eddie Rickenbacker             | Firestone-Columbus | 197   | + 3 tours         |
| 14 | Howdy Wilcox                              | National           | 194   | + 6 tours         |
| 15 | Charles Bigelow W. H. Frey E. H. Sherwood | Mercer             | 194   | + 6 tours         |
| 16 | Harry Endicott                            | Inter-State        | 192   | + 8 tours         |
| 17 | Howard Hall Rupert Jeffkins               | Velie              | 190   | + 10 tours        |
| 18 | Billy Knipper                             | Benz               | 188   | + 12 tours        |
| 19 | Bob Burman                                | Benz               | 183   | + 17 tours        |
| 20 | Ralph Beardsley Frank Goode               | Simplex            | 178   | + 22 tours        |
| 21 | Eddie Hearne Edward Parker                | Fiat               | 175   | + 25 tours        |
| 22 | Frank Fox Fred Clemons                    | Pope-Hartford      | 162   | + 38 tours        |
| 23 | Ernest Delaney                            | Cutting            | 160   | + 40 tours        |
| 24 | Jack Tower Robert Evans                   | Jackson            | 145   | + 55 tours        |
| 25 | Bert Adams Mel Marquette                  | McFarlan           | 142   | + 58 tours        |
| 26 | Bill Endicott Johnny Jenkins              | Cole               | 104   | + 96 tours        |
| 27 | Johnny Aitken                             | National           | 125   | mécanique         |
| 28 | Will Jones                                | Case               | 122   | direction         |
| 29 | Lewis Strang Elmer Ray                    | Case               | 109   | direction         |
| 30 | Harry Knight                              | Westcott           | 90    | accident          |
| 31 | Joe Jagersberger                          | Case               | 87    | accident          |
| 32 | Herbert Lytle                             | Apperson           | 82    | accident          |
| 33 | Harry Grant                               | Alco               | 51    | roulement de roue |
| 34 | Charles Basle                             | Buick              | 46    | mécanique         |
| 35 | Louis Disbrow                             | Pope-Hartford      | 45    | accident          |
| 36 | Arthur Chevrolet                          | Buick              | 30    | mécanique         |
| 37 | Caleb Bragg                               | Fiat               | 24    | accident          |
| 38 | Fred Ellis                                | Jackson            | 22    | mécanique         |
| 39 | Teddy Tetzlaff                            | Lozier             | 20    | accident          |
| 40 | Arthur Greiner                            | Amplex             | 12    | accident          |